# Claudia Malzahn

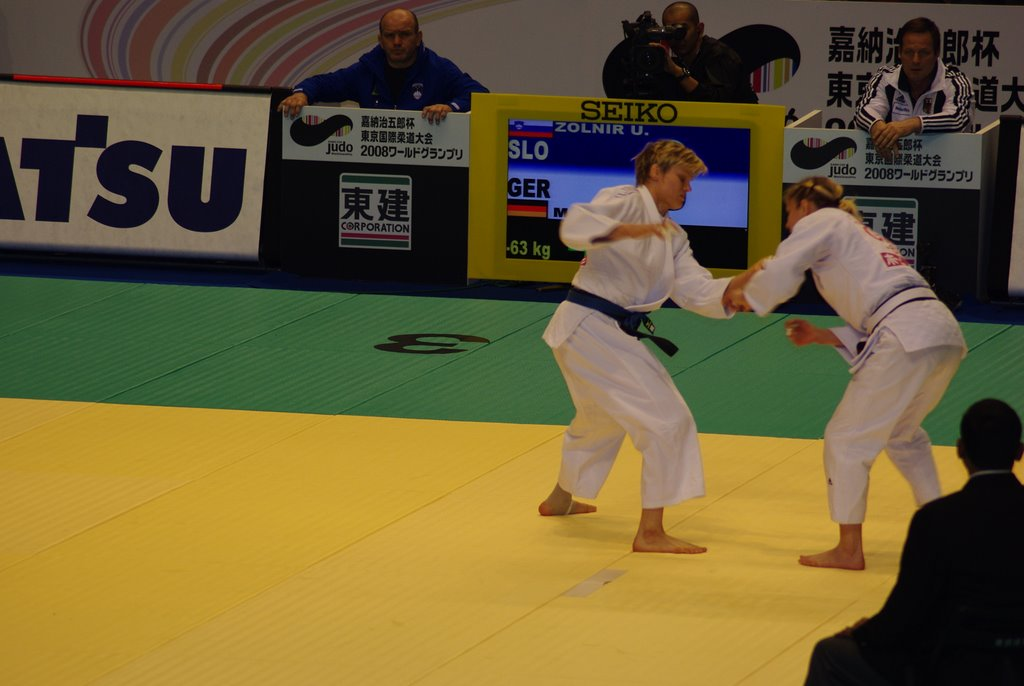
Urška Žolnir (links) und Claudia Malzahn 2008 beim Kano Cup

Claudia Malzahn (* 23. August 1983 in Halle (Saale)) ist eine deutsche Judoka. Sie ist mehrmalige Deutsche Meisterin und Medaillengewinnerin bei internationalen Meisterschaften.
2004 gewann sie bei den Studentenweltmeisterschaften in Moskau die Silbermedaille. Bei den Europameisterschaften 2005 in Rotterdam wurde sie Dritte, 2008 wurde sie in Lissabon Vize-Europameisterin. Die Weltmeisterschaften von 2009 in Rotterdam beendete sie als Drittplatzierte. Nachdem sie 2004 und 2008 jeweils nur als Ersatz für die Olympischen Spiele nominiert war, gehörte sie 2012 offiziell zur Olympiamannschaft. Dort traf sie in ihrem ersten Kampf auf die spätere Olympiasiegerin Urška Žolnir und unterlag ihr vorzeitig nach 2:08 Minuten.
Malzahn trägt den fünften Dan. Ihr Heimatverein ist der SV Halle, in der Judobundesliga startet sie für den JC Leipzig. Für den Judoverband Sachsen-Anhalt ist sie als Trainerin im Landesleistungszentrum für die U12 und die U14 tätig. An der Martin-Luther-Universität Halle-Wittenberg erlangte sie ein Diplom der Sportwissenschaften; darüber hinaus absolvierte sie einen Fernlehrgang in der Fachrichtung Sportmanagement. Ihre jüngere Schwester Luise Malzahn ist auch erfolgreiche Judoka (2015 EM-Silber und WM-Bronze).